# Pedro Borges (jornalista)
Pedro Borges é um jornalista brasileiro. Formado em Jornalismo pela Unesp, criou em 2015 (durante seu penúltimo ano no curso) junto com o também estudante Vinícius Martins e o recém-formado Solon Neto, o portal Alma Preta, uma agência de jornalismo especializado na temática racial focada na comunidade afro-brasileira. Por seu trabalho no portal, no qual é editor-chefe, Borges já foi convidado, entre outras coisas, para ser palestrante no Congresso da ABRAJI e entrevistador no Roda Viva.
Em 2019, o Instituto Tomie Ohtake publicou o catálogo da exposição AI-5 50 Anos: Ainda Não Terminou de Acabar, referente ao período da ditadura militar brasileira, com textos de Borges e outros onze autores. Por este livro, o jornalista ganhou em 2020 o Prêmio Jabuti na categoria "Artes". O texto de Borges versava sobre a perspectiva dos negros durante a ditadura.
Em maio de 2020, Borges se envolveu em polêmica com Sérgio Camargo, presidente da Fundação Cultural Palmares, cujo trabalho é acompanhado pelo portal jornalístico Alma Negra. Camargo, um conhecido negacionista do racismo (apesar de ser negro), bloqueou Borges no Twitter e, em seguida, definiu o jornalista como "vitimista, segregacionista, antibranco, defende bandidos e cultua Marielle (Franco)". Borges entrou com duas ações contra Camargo na Justiça. O Sindicato dos Jornalistas Profissionais no Estado de São Paulo criticou formalmente Camargo através de sua Comissão de Jornalistas pela Igualdade Racial.